# Pedro Álvarez Icaza Longoria
Pedro Álvarez-Icaza Longoria (Ciudad de México, 3 de noviembre de 1958) es un ambientalista, sociólogo y político mexicano. Se desempeña como titular de la Comisión Nacional de Áreas Naturales Protegidas desde el 7 de octubre del 2024 durante la administración de Claudia Sheinbaum. Su cargo fue asignado por la actual secretaria de Medio Ambiente y Recursos Naturales, Alicia Bárcena Ibarra.

## Biografía
Nació en la Ciudad de México el 3 de noviembre de 1958, hijo del político y defensor de los derechos humanos José Álvarez Icaza y Luz Longoria Gama. Es ingeniero Agrónomo de la generación 1977-1982 por la Universidad Autónoma Metropolitana. Cursó sus estudios de posgrado en la Universidad Autónoma Chapingo en el programa de Ciencias en Desarrollo Rural. Realizó su doctorado en la Facultad de Ciencias Sociales y Jurisprudencia de la Universidad de Navarra. Es egresado del programa de LEAD (líderes ambientales) del El Colegio de México (generación 1993-1994). Promulga las ideas sobre El gobierno de los bienes comunes. 
Fue director del PAIR- Michoacán (Programa de Aprovechamiento Integral de Recursos Naturales en Áreas de Subsistencia) de 1989 a 1994. Fue director general de Ordenamiento Ecológico e Impacto Ambiental del Gobierno Federal de 1995 a 1999 de la Secretaría de Medio Ambiente y Recursos Naturales durante el periodo de Julia Carabias Lillo. Fue director general del Proyecto Corredor biológico mesoamericano de la Comisión Nacional para el Conocimiento y Uso de la Biodiversidad del 2005 al 2019. Fue Director de la Comisión de Recursos Naturales y Desarrollo Rural de la Ciudad de México en el periodo en el que el expresidente de México, Andrés Manuel López Obrador era jefe de Gobierno de la Ciudad de México. Ha sido uno de los principales impulsores de la política ambiental con visión social en México. 
Participó en los llamados «Diálogos por la transformación» encabezados por la actual presidenta Claudia Sheinbaum. Desde el 7 de octubre del 2024 funge como titular de la Comisión Nacional de Áreas Naturales Protegidas.